# LCRM

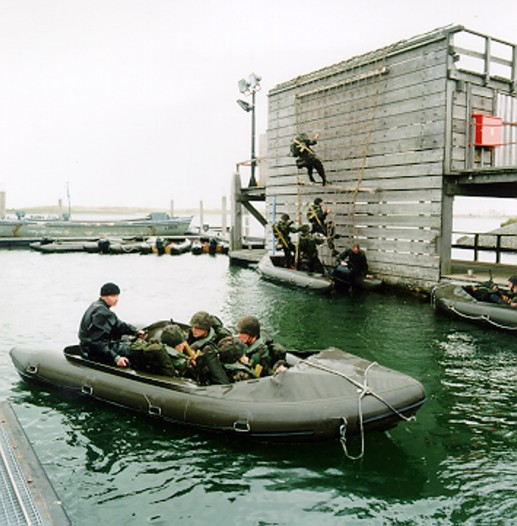
Beschrijving

LCRM staat voor Landingcraft Rubber Motorized. Deze snelle en zeer wendbare rubberboot met 40 pk buitenboordmotor is in gebruik bij het Korps Mariniers. 
Deze boten zijn bedoeld om kleine groepen mariniers aan land te zetten of weer op te pikken. Er kunnen er maximaal vijf, inclusief bewapening en uitrusting, mee aan boord.
De boot is 2,80 meter lang en weegt, inclusief buitenboordmotor, 280 kg. De diepgang is slechts 35 cm en mede daardoor is de boot geschikt voor heimelijke operaties. 
Deze boten worden ingezet op binnenwateren (rivieren en kanalen), maar ook op zee zijn ze door hun wendbaarheid zeer geschikt voor amfibische operaties.